# 厄德布维尔
厄德布维尔（法語：Heudebouville，法語發音：[ødbuvil]）是法国厄尔省的一个市镇，属于莱桑德利区。

## 地理
厄德布维尔（49°11'37"N, 1°14'21"E）面积9.28 平方千米，位于法国诺曼底大区厄尔省，该省份为法国北部内陆省份，北起滨海塞纳省，西接奧恩省和卡爾瓦多斯省，南至厄尔-卢瓦省，东临瓦兹省、瓦兹河谷省和伊夫林省。
与厄德布维尔接壤的市镇（或旧市镇、城区）包括：阿基尼、方丹贝朗热、米伊、潘泰维尔、三湖镇、维龙韦。

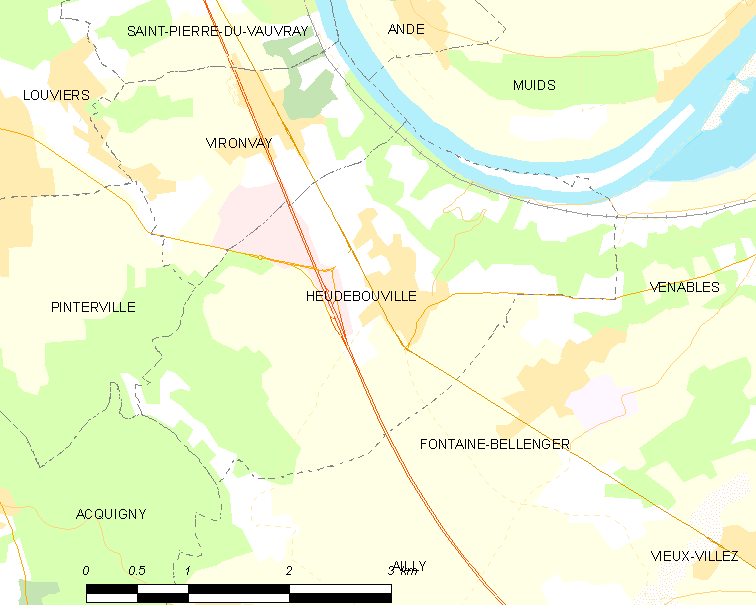
厄德布维尔的OSM定位图

厄德布维尔的时区为UTC+01:00、UTC+02:00（夏令时）。

## 行政
厄德布维尔的邮政编码为27400、27600，INSEE市镇编码为27332。

## 政治
厄德布维尔所属的省级选区为卢维耶县。

## 人口

1962-2008年间厄德布维尔人口变化图示

厄德布维尔于2022年1月1日时的人口数量为809人。